# 1997年4月逝世人物列表
1997年逝世人物列表：1月 - 2月 - 3月 - 4月 - 5月 - 6月 - 7月 - 8月 - 9月 - 10月 - 11月 - 12月
1997年4月逝世人物列表，是用於匯總1997年4月期間逝世人物的列表。

## 依日期排序

### 1日
- 米爾頓·布朗森，67歲，美國福音音樂家和牧師。
- 埃弗塞·多马，82歲，俄裔美國經濟學家。[1]
- 裘莉·嘉寶，100歲，匈牙利裔美國社交名媛。[2]
- 馬卡爾·岡察蘭科，84歲，蘇聯-烏克蘭足球運動員和教練。
- 傑里·帕赫特，75歲，美國法官，腦出血而死。[3]

### 2日
- 扎基·巴德爾，71歲，埃及將軍和政治家。
- 阿爾布蘭奇，87歲，美國棒球運動員。[4]
- 安東尼·布謝爾，92歲，英國電影演員和導演。[5]
- 克雷格·D·巴頓，32歲，美國空軍飛行員[6]
- 雷格·路易斯，77歲，英格蘭足球運動員。[7]
- 尤利·梅圖斯，94歲，烏克蘭作曲家。[8]
- 大衛·沙哈爾，70歲，以色列小說作家、翻譯家和編輯。[9]
- 田中智之，86歲，日本電影製片人[10]

### 3日
- 湯瑪斯·巴特爾，74歲，德國民族學家和金石學家。[11]
- 傑羅姆·科森蒂諾，65歲，美國政治家。[12]
- 謝爾蓋·菲拉托夫，70歲，蘇聯和俄羅斯馬術運動員。[13]
- 丹·斯沃茨，62歲，美國籃球運動員。[14]
- 約翰·烏格爾斯塔德，76歲，挪威化學工程師和發明家。
- 羅伯特·W·沃德，67歲，美國商人和政治家，死於癌症。
- 亨麗埃特·惠氏，79歲，美國藝術家。[15]

### 4日
- 勞倫斯·A·阿普利，93歲，美國組織理論家。[16]
- 赫塔·埃勒特，92歲，二戰期間的德國納粹集中營警衛。
- 杉村春子，88歲，日本女演員。[17]
- 里奧·皮卡德，96歲，以色列地質學家。
- 邁克·雷文，72歲，英國電臺唱片騎師，演員和雕塑家。
- 弗拉基米爾·索魯欣，72歲，俄羅斯詩人和作家。[18]
- 竹中翔一郎，84歲，日本長跑運動員和奧運選手。[19]
- 阿爾帕爾斯蘭·蒂爾凱什，79歲，土耳其政治家[20]
- 魯道夫·烏爾里希，75歲，德國電影演員。[21]

### 5日
- 伊格納齊奧·布蒂塔，97歲，義大利詩人。[22]
- 赫貝托·卡斯蒂略，58歲，墨西哥政治活動家。[23]
- 理查·克利夫頓-戴伊，66歲，英國藝術家。[24]
- 保羅·克羅寧，59歲，美國政治家，死於腦癌。
- 保羅·德布魯因，89歲，德國運動員。[25]
- 斯托尼·愛德華茲，67歲，美國鄉村歌手[26]
- 艾倫·金斯伯格，70歲，美國詩人和作家[27]
- 沃倫·戈弗雷，66歲，加拿大冰球運動員。
- 奧古斯特·赫克舍爾二世，83歲，美國公共知識份子和作家[28]
- 阿克利盧·萊瑪，61歲，衣索比亞科學家。
- 約翰·R·麥金尼，76歲，美國士兵，榮譽勳章獲得者。
- 萊利·莫里斯，62/63歲，美式足球運動員。[29]
- 鄧玉祥，78歲，臺灣女性教育家。

### 6日
- 馬克斯·阿爾瓦拉多，68歲，菲律賓演員，心力衰竭而死。
- 伯納德·舍瓦利耶，84歲，法國馬術和奧運冠軍。[30]
- 傑克·肯特·庫克，84歲，加拿大裔美國商人[31]
- 斯蒂芬·赫姆林，81歲，德國作家。[32]
- 彼得·傑弗里，83歲，澳大利亞皇家空軍軍官和飛行王牌。[33]
- 大衛·基思-盧卡斯，86歲，英國航空工程師。[34]
- 芭芭拉·余玲，新加坡-英國女演員。
- 華金·馬自達克·盧廷格，73歲，美國物理學家。
- 羅西塔·塞拉諾，84歲，智利歌手，死於慢性支氣管炎。[35]
- 皮埃爾-亨利·泰特根，88歲，法國律師、教授和政治家。[36]

### 7日
- 路易士·阿洛馬，73歲，古巴棒球運動員。[37]
- 亞倫·克萊默，75歲，美國詩人和社會活動家。[38]
- 小山姆·帕克斯，87歲，美國高爾夫球手。
- 格奥尔基·绍宁，61歲，蘇聯宇航員，心臟病發作而死。

### 8日
- 誇梅巴，58歲，迦納軍人和政治家。
- 鮑勃·凱恩，72歲，美國棒球運動員[39]
- 查理斯·海耶斯，79歲，美國政治家[40]
- 劳拉·尼罗，49歲，美國詞曲作者，歌手和鋼琴家[41]
- 荷馬·皮爾，94歲，美國棒球運動員和經理。[42]
- 阿萊霍·佩拉爾塔，80歲，墨西哥棒球主管。

### 9日
- 梅·博倫·阿克斯頓，82歲，美國詞曲作者和音樂推廣人。[43]
- 喬·科爾曼，74歲，美國棒球運動員。[44]
- 海伦·汉芙，80歲，美國作家[45]
- 傑弗里·哈迪-羅伯茨，89歲，英國陸軍軍官、政治家和朝臣。
- 揚克·雷切爾，94歲，美國鄉村藍調音樂家。[46]
- 斯特沃·特奧多西耶夫斯基，72歲，馬其頓藝術家和人文主義者。
- 吴作人，88歲，中國畫家。

### 10日
- 埃裡克·布魯門菲爾德，82歲，德國政治家。
- 迈克尔·杜瑞斯，52歲，美國小說家和學者[47]
- 弗雷德·埃默里，71歲，澳大利亞心理學家。[48]
- 安德魯·約瑟夫·加蘭博斯，72歲，匈牙利天體物理學家和哲學家。
- 艾倫·吉布森，73歲，英國記者、作家和電臺播音員。
- 约斯塔·约翰松，68歲，瑞典冰球運動員[49]
- 馬塞爾·梅斯，52歲，比利時自行車運動員。[50]
- 黛敏郎，68歲，日本作曲家。[51]
- 梅赫塔布，78歲，印度女演員。
- 馬丁·史瓦西，84歲，德裔美國天體物理學家。[52]
- 弗朗西斯·瓦爾德，90歲，比利時作家和士兵。
- 格蘭維爾·威廉姆斯，86歲，威爾士法律學者。[53]

### 11日
- 安德拉德蓖麻，71歲，巴西黑幫。
- 穆里爾·麥昆·弗格森，97歲，加拿大活動家，法官和政治家。[54]
- 拉伊科·科伊奇，40歲，塞爾維亞/南斯拉夫吉他手。
- 米爾特·史密斯，68歲，美國棒球運動員。[55]
- 拉多萬·斯托伊契奇，46歲，塞爾維亞員警總長，公共安全局局長和塞爾維亞代理內政部長。
- 王小波，44歲，中國小說家、散文家[56]
- 吉村顺三，88歲，日本建築師。

### 12日
- 凱文·貝爾徹，35歲，美式足球運動員。[57]
- 伊瓦尔·埃里克松，87歲，瑞典足球後衛。[58]
- 內查瑪·萊博維茨，91歲，以色列聖經學者和評論員。[59]
- 莫羅·洛倫佐，菲律賓籃球運動員和高管。
- 多蘿西·諾曼，92歲，美國攝影師、作家和藝術贊助人。[60]
- 埃裡克·皮爾斯，92歲，澳大利亞廣播員。
- 詹姆斯·羅斯，85歲，蘇格蘭外科醫生。[61]
- 乔治·沃尔德，90歲，美國科學家，諾貝爾生理學或醫學獎獲得者。[62]

### 13日
- 穆斯塔法·阿明，83歲，埃及專欄作家和記者。[63]
- 馬達瓦·阿希什，77歲，英裔印度靈性主義者，神秘主義者，作家和農學家。
- 多蘿西·弗洛克斯，101歲，美國作家、律師和婦女參政論者。[64]
- 大衛·麥考德，99歲，美國詩人。[65]
- 西田修平，86歲，日本奧運撐桿跳運動員[66]
- 哈裡·羅森伯格，88歲，美國棒球運動員。[67]
- 沃爾德瑪律·瓦利，94歲，愛沙尼亞希臘羅馬式摔跤運動員和奧運獎牌得主[68]

### 14日
- 格爾達·克利斯蒂安，83歲，二戰期間阿道夫·希特勒的德國私人秘書，死於癌症。
- 傑弗里·波托基·德·蒙塔克，93歲，紐西蘭詩人，辯論家和波蘭王位的覬覦者。[69]
- 基特·丹頓，68歲，澳大利亞作家和廣播員。
- 格斯·杜加斯，90歲，加拿大出生的棒球外野手。[70]
- 約翰·詹寧斯，94歲，英格蘭足球運動員。
- 邁克爾·斯特羅卡，58歲，美國電視演員，死於腎癌。
- 沃爾特·泰勒，84歲，美國人類學家和考古學家。
- 芬恩 (化學家)，69歲，挪威裔美國生物化學家[71]

### 15日
- 唐·貝克斯利，87歲，美國演員和喜劇演員，心腎衰竭而死。
- L·布倫特·博澤爾，71歲，美國保守派活動家和羅馬天主教作家。[72]
- 大卫·多肯多夫，73歲，美國音響工程師。
- 兹德涅克·姆林纳日，66歲，捷克政治作家、政治分析家和律師。[73]
- 山姆·莫斯科維茨，76歲，美國作家、評論家和科幻小說歷史學家。[74]
- 哈裡·尼古拉斯，92歲，英國工會會員。
- 西村晃，74歲，日本演員。[75]
- 西潘設拉子，29歲，亞美尼亞詩人，雕塑家和畫家。
- 卡洛斯·恩里克·塔博阿達，67歲，墨西哥編劇和導演。
- 理查德·图西，88歲，美國天文學家[76]

### 16日
- 多麗絲·安格爾頓，46歲，美國社交名流和謀殺案受害者[77]
- 揚·布魯因斯，56歲，荷蘭摩托車公路賽車手。
- 埃斯梅拉達·阿博萊達·卡達維德，76歲，哥倫比亞活動家，政治家和外交官，死於腎衰竭。
- 肯尼斯·愛德華·金特裡，36歲，美國罪犯，被注射死刑。
- 撒迪厄斯·戈拉斯，72歲，美國作家。
- 道格·麥克馬洪，79歲，加拿大足球運動員。
- 埃米利奧·阿斯卡拉加·米爾莫，66歲，墨西哥報紙出版商[78]
- 罗兰·托普，59歲，法國平面藝術家，作家和演員[79]
- 克勞德·特雷斯蒙坦，71歲，法國哲學家，希臘學家和神學家。[80]

### 17日
- 光荒川，69歲，美國職業摔跤手，心力衰竭而死。
- 戴爾·伯內特，88歲，美國橄欖球運動員。
- 湯姆·弗蘭克豪瑟，59歲，美國橄欖球運動員[81]
- 艾倫·弗蘭科維奇，56歲，美國電影製片人[82]
- 哈伊姆·赫尔佐格，78歲，以色列政治家、將軍和作家。[83]
- 亨利·喬治·朗，78歲，紐西蘭經濟學家、大學教授和公司董事。
- 熱拉爾·勒孔特，70歲，法國阿拉伯人。
- 比朱派特奈克，81歲，印度政治家、飛行員和商人。[84]
- 瑪麗·弗蘭奇·洛克菲勒，86歲，美國女繼承人、社交名流和慈善家。
- 赫娜·羅德裡格斯，81歲，哥倫比亞雕塑家。

### 18日
- 羅爾夫·安德森，67歲，瑞典足球運動員。[85]
- 愛德華·巴克，46歲，英國漫畫家。[86]
- 鲍勃·卡彭特，79歲，美國籃球運動員。[87]
- 赫伯特·查亞，82歲，德國政治家。
- 珍妮·霍班，72歲，英國托洛茨基主義者，死於阿爾茨海默病。
- 弗朗西斯·詹森，86歲，美國籃球運動員。[88]
- 唐·彼得羅莫納科，61歲，美國演員和廣播名人[89]
- 埃迪·奎格利，75歲，英格蘭足球運動員和經理。[90]
- 胡安·費利克斯·桑切斯，95歲，委內瑞拉民間藝術家。

### 19日
- 沃爾特·戈登，77歲，二戰期間的美國陸軍士兵。
- 埃爾登·霍克，39歲，美國音樂家[91]
- 卡爾·沃爾特·班納，82歲，瑞士畫家。[92]
- 亞歷山大·斯拉維克，96歲，德國納粹密碼學家和日本民族學家。
- 瑪麗亞·維特克，97歲，二戰期間的波蘭軍官。

### 20日
- 伊娃·布蘭科，16歲，西班牙女孩和謀殺受害者。
- 白曉燕，16歲，臺灣女孩和謀殺受害者。
- 讓·路易士，89歲，法裔美國服裝設計師。[93]
- 亨利·穆奇，88歲，美國陸軍遊騎兵上校[94]
- 新馬師曾，80歲，香港粵劇演唱家、演員。
- 亨利·維爾伯特，93歲，法國演員。

### 21日
- 阿爾弗雷德·貝利，92歲，加拿大詩人、人類學家和民族歷史學家。[95]
- 迪奥斯达多·马卡帕加尔，86歲，菲律賓總統和詩人[96]
- 湯瑪斯·馬奧尼，83歲，美國教授和政治家。[97]
- 賽義德·梅卡維，69歲，埃及歌手和作曲家。
- 約瑟夫·梅薩羅斯，74歲，匈牙利足球運動員和足球經理。
- 安德烈斯·罗德里格斯，73歲，巴拉圭總統（1989-1993）[98]
- 瑪格達·施陶丁格，94歲，拉脫維亞生物學家和植物學家。
- 阿尼巴爾·塔拉比尼，55歲，阿根廷足球運動員，死於交通事故。
- 尼古拉斯·尤金·沃爾什，80歲，美國羅馬天主教會主教。
- 赫伯特·齊珀，92歲，奧地利裔美國作曲家、指揮家和達豪集中營囚犯。[99]

### 22日
- 讓·卡盧，96歲，法國平面設計師。[100]
- 內斯托·塞爾帕·卡托裡尼，43歲，秘魯共產主義者和革命者，在行動中喪生。
- 莫爾溫，83歲，威爾士學者，小說家，雕塑家，詩人和聖公會牧師。[101]
- 艾略特·梅裡克，91歲，美國作家。[102]
- 彼特·佩特羅，72歲，加拿大足球運動員。

### 23日
- 湯瑪斯·卡爾，89歲，美國演員和電影導演。[103]
- 鄧尼斯康普頓，78歲，英國板球運動員[104]
- 埃絲特·希夫·戈德弗蘭克，100/101歲，美國人類學家。[105]
- 多蘿西·希爾，89歲，澳大利亞地質學家和古生物學家。[106]
- 卡米洛·里帕蒙蒂，77歲，義大利政治家和工程師。
- 南希·西爾，83歲，英國社會科學家和政治家。
- 英格·維爾梅茨，89歲，納粹德國官員。

### 24日
- 阿卜杜拉赫曼·阿夫托爾哈諾夫，88歲，蘇聯/車臣歷史學家和作家。[107]
- 小約翰·A·布朗，35歲，美國被定罪的殺人犯，被注射死刑。
- 羅伯特·埃裡克森，80歲，美國作曲家和作家[108]
- 菲利斯·伊波利托，81歲，義大利地質學家和政治家。[109]
- 比爾·麥克亞瑟，78歲，美式橄欖球運動員和教練。[110]
- 休伯特·麥克萊恩，89歲，紐西蘭橄欖球運動員。
- 尤金·M·斯通纳，74歲，美國槍支設計師[111]

### 25日
- 阿列克謝斯·卡爾利斯·奧津斯，86歲，拉脫維亞足球和冰球運動員。[112]
- 尼古拉斯·貝克，58歲，英國政治家和部長。[113]
- 莉迪亞·伊斯特拉蒂，55歲，摩爾多瓦作家和政治家。
- 弗蘭克·喬伊納，78歲，蘇格蘭足球運動員和經理。
- 布萊恩·梅，62歲，澳大利亞電影作曲家和指揮家[114]
- 派特·保爾森，69歲，美國喜劇演員和諷刺作家[115]
- 吉諾·佩尼斯，69歲，義大利演員。[116]
- 達德利·波普，71歲，英國作家。[117]
- 安德列亞斯·雷特，73歲，奧地利神經學家和作家。
- 伯納德·馮內古特，82歲，美國大氣科學家[118]
- 瓊·亞德-布勒，89歲，英國社交名媛。
- 尼古拉·葉戈羅夫，45歲，俄羅斯政治家，死於肺癌。
- 易家訓，80歲，中華民國中央研究院第8屆(數理科學組)院士。[119][120]

### 26日
- 約翰·比爾，87歲，美國演員[121]
- J. J. 科利奇，89歲，英國海軍歷史學家和作家。
- 威廉·克里紐斯，76歲，二戰期間德國空軍飛行王牌。
- 喬伊·費伊，美國喜劇演員和演員。[122]
- 藤本英雄，78歲，日本棒球投手[123]
- 瓦列里·奧博津斯基，55歲，蘇聯和俄羅斯男高音，心臟病發作而死。
- 小霍華德少尉西蒙斯，67歲，美國化學家。[124]
- 彭震，94歲，中國政治家，全國人大常委會主席（1983-1988）。[125]

### 27日
- 盧·迪茨，90歲，美國作家。[126]
- 加布里埃爾·菲格羅亞，90歲，墨西哥電影攝影師。[127]
- 保羅·蘭伯特，74歲，美國演員。[128]
- Dulce María Loynaz, 94, Cuban poet, and is, cancer.[129]
- 杜爾塞·瑪麗亞·洛伊納茲，94歲，古巴詩人，死於癌症。
- 兔子羅傑，85歲，英國女裝設計師和社交名媛。
- 彼得·斯克熱內基，66歲，波蘭編舞家、導演和歌舞表演主持人[130]
- 彼得·溫奇，71歲，英國哲學家。

### 28日
- 彼得·塔利·科尔曼，77歲，美屬薩摩亞薩摩亞總督（1956-1961;1978-1985;1989-1993），死於肝癌。
- 史蒂夫·孔特，77歲，義大利裔美國演員，死於阿爾茨海默病。
- 阿什利·哈威-沃克，52歲，英國板球運動員，被謀殺。
- 烏娜·詹森，91歲，美國策展人和藝術史學家。[131]
- 安·佩特里，88歲，美國兒童作家、小說家和記者。[132]
- 威廉·珀西·羅傑斯，82歲，澳大利亞動物學家。[133]
- 約翰·P·斯奈德，71歲，美國製圖師。[134]
- 彼得·泰勒，66歲，英國英格蘭首席大法官（1992-1996），死於癌症。
- 尤里奇，68歲，美式橄欖球運動員和教練，心臟病發作。[135]

### 29日
- 基思·弗格森，50歲，美國低音吉他手[136]
- 格奧爾基·克里莫夫，68歲，俄羅斯語言學家。
- 君特·勞基恩，72歲，德國物理學家和企業家。
- 瑪律霍特拉，71歲，印度銀行家。
- 邁克·羅伊科，64歲，美國報紙專欄作家[137]

### 30日
- 米克洛什·福多，88歲，匈牙利手球運動員和奧運選手。[138]
- 邁克爾·哈博爾，80歲，英國陸軍軍官。[139]
- 喬賽亞·林肯·洛，92歲，美國真菌學家。
- 豪爾赫·蒙德拉貢，93歲，墨西哥演員。
- 亨利·吉爾福德·皮卡德，90歲，美國高爾夫球手。[140]
- 魯漢吉茲·薩米內賈德，80歲，伊朗女演員。
- 沃爾夫岡·斯佩特，85歲，二戰期間德國空軍飛行王牌。
- 弗拉基米爾·蘇哈列夫，72歲，蘇聯短跑運動員和奧運選手。[141]